# Шоу, Нейпир
Уильям Нейпир Шоу (William Napier Shaw; 4 марта 1854 года — 23 марта 1945 года) — британский метеоролог. Известен тем, что ввёл в обращение единицу измерения атмосферного давления — миллибар, а также изобрёл тефиграмму — аэрологическую термодинамическую диаграмму, представляющую собой иллюстрацию первого начала термодинамики применительно к земной атмосфере.

## Биография
Шоу родился в Бирмингеме в семье нонконформистов. Он был третьим из четырёх детей в семье Чарльза Томаса Шоу и Кейзы Шоу (урождённой Лауден). Учился в Берлинском университете и Кембриджском университете. С 1877 по 1906 год работал в Кембриджском университете в качестве преподавателя физики. В 1891 году был избран в Лондонское королевское общество С 1900 года занимал должность секретаря Метеорологического совета — администрации Метеорологического управления (англ. Met Office). В 1905 году инициировал реорганизацию управления и занял пост его директора. В 1915 году был посвящён в рыцари, в 1923 году награждён Королевской медалью.
В 1909 году предложил использовать в качестве единицы измерения атмосферного давления миллибар. Миллибар был признан на международном уровне в 1929 году. В 1915 году он разработал тип диаграммы, названной тефиграммой Шоу: на ней по оси абсцисс откладываются значения температуры, по оси ординат — энтропия сухого воздуха. Тефиграмма является графическим представлением первого начала термодинамики.
Служба в Управлении метеорологии закончилась для Шоу в 1920 году. После этого он был приглашён на должность профессора метеорологии (с частичной занятостью) в Имперском научно-техническом колледже в Южном Кенсингтоне, где проработал до 1924 года. С момента образования Международного геодезического и геофизического союза Шоу более десяти лет был президентом секции метеорологии.
Также изучал загрязнение воздуха, стоял у истоков Комитета по загрязнению атмосферы. В 1925 году опубликовал книгу The Smoke Problem of Great Cities.